# Article 1 de la Déclaration des droits de l'Homme et du citoyen de 1789
L'article 1 de la Déclaration des droits de l'homme et du citoyen de 1789 traite de l'égalité et de la liberté de tous les citoyens.

## Texte
« Les hommes naissent et demeurent libres et égaux en droits. Les distinctions sociales ne peuvent être fondées que sur l'utilité commune. »

— Déclaration des droits de l'Homme et du citoyen de 1789, Article premier

## Origine
Le texte de l’article premier de la Déclaration synthétise le contenu des décrets des 4, 6, 7, 8 et 11 août 1789, qui abolissaient la société d'Ancien Régime, basée sur une distinction sociale tripartie.

## Analyse juridique
L'abbé Sieyès propose lors des débats de la Convention nationale de 1792 que l'article soit réécrit en y incorporant le terme de « respectivement », afin de faire remarquer que l'homme qui serait coupable d'avoir enfreint les lois pourrait, logiquement, voir une peine d'incarcération lui être infligée.
Le doyen Vedel a commenté ce premier article en notant l'utilisation des deux concepts fondamentaux de la liberté et de l'égalité. Il écrit que « L'égalité, c'est l'homme même ; elle identifie l'homme [...] si un homme refuse à un autre la qualité d'égal [...] il lui refuse la qualité d'homme », et conclut que « L'égalité est non un droit naturel mais le fondement même de tout droit naturel, car il n'y a plus de droit naturel si les hommes ne sont pas égaux entre eux ». 
Gérard Conac remarque que la deuxième phrase de l'article, qui subordonne l'existence de « distinctions sociales » à l'« utilité commune », interdit les privilèges de naissance tels qu'ils existaient sous l'Ancien régime. La Déclaration est votée quelques semaines après l'abolition des privilèges.
La formulation est en contradiction avec le maintien de l'esclavage (qui sera aboli une première fois en 1794, puis en 1848): certains constituants craignaient la ruine du royaume et le retour à l’Ancien Régime si l'esclavage et la traite étaient mis en question.